# Arkadiusz Sobecki
Arkadiusz Sobecki (ur. 15 stycznia 1980 w Tychach) – polski hokeista, reprezentant Polski, trener. 

## Kariera sportowa
Występy klubowe
- GKS Tychy (1995–2015)

Wychowanek i wieloletni zawodnik GKS Tychy. W maju 2015 ogłosił zakończenie kariery zawodniczej i został trenerem bramkarzy w macierzystym klubie. 
Reprezentacja Polski
Arkadiusz Sobecki w reprezentacji Polski rozegrał 15 spotkań. Brał udział w turniejach mistrzostw świata I Dywizji w 2005, 2007.
W trakcie kariery zyskał pseudonim Kacza.

## Kariera trenerska

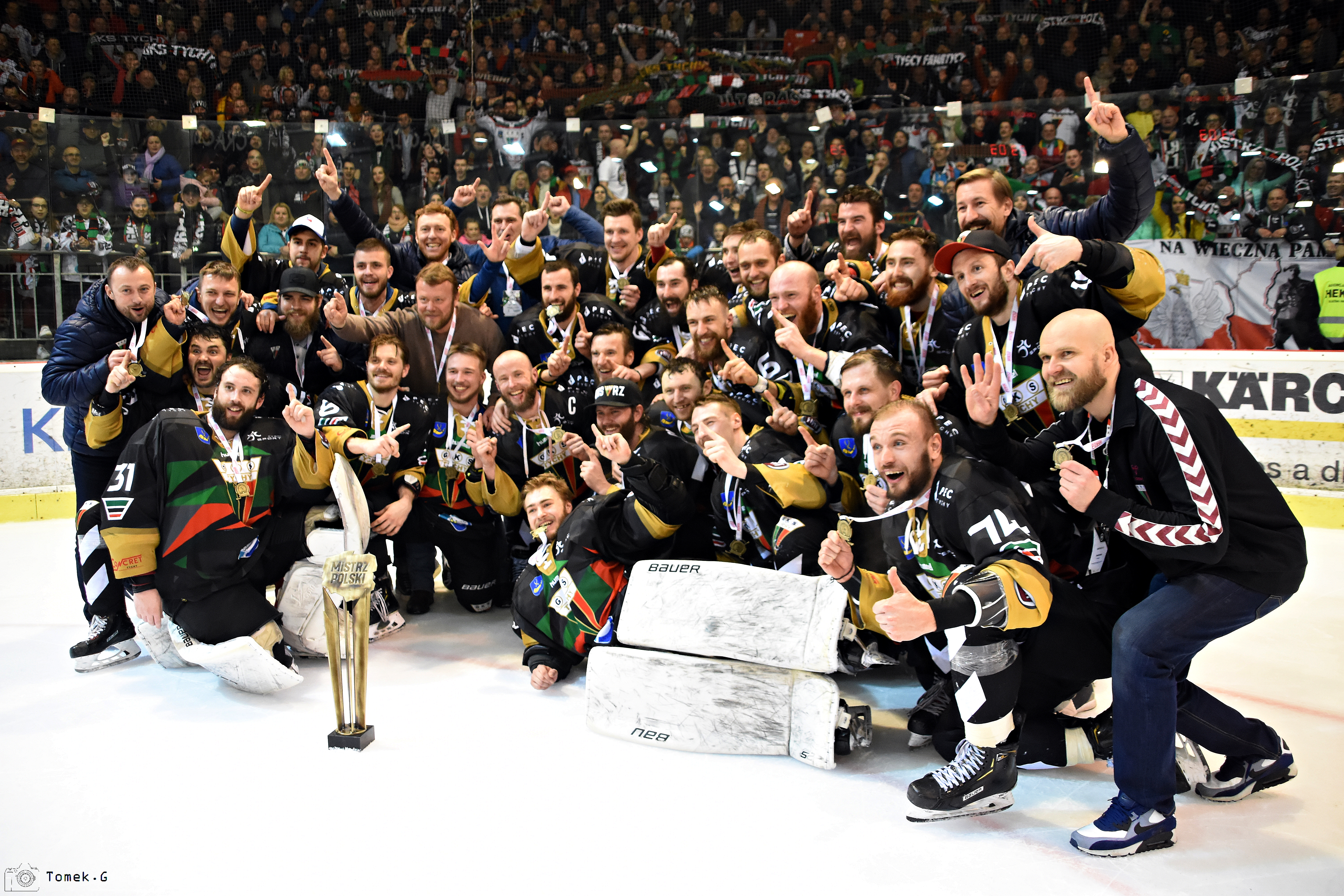
Arkadiusz Sobecki (stoi pierwszy z lewej) wraz z ekipą GKS Tychy po zdobyciu mistrzostwa Polski 2019

Został także trenerem bramkarzy reprezentacji Polski do lat 20. Latem 2018 ponownie został ogłoszony trenerem bramkarzy w nowym sztabie szkoleniowym kadry do lat 20. W tej funkcji uczestniczył w turniejach mistrzostw świata edycji 2017, 2018. Na stanowisku asystenta w sztabie kadry do lat 20 pozostał w sezonie 2019/2020. 30 czerwca 2020 został ogłoszony trenerem bramkarzy seniorskiej kadry Polski w sztabie głównego trenera Róberta Kalábera. 1 listopada 2021 ogłoszono jego odejście ze sztabu szkoleniowego GKS Tychy. w czerwcu 2024 został ogłoszony trenerem reprezentacji Polski w hokeju na lodzie kobiet, a rok później podano do wiadomości, że pozostał na tym stanowisku.

## Sukcesy
Drużynowe
- Srebrny medal mistrzostw Polski juniorów: 1999 z GKS Tychy
- Złoty medal mistrzostw Polski: 2005, 2015 z GKS Tychy
- Srebrny medal mistrzostw Polski: 2006, 2007, 2008, 2009, 2011, 2014 z GKS Tychy
- Brązowy medal mistrzostw Polski: 2002, 2004, 2010, 2013 z GKS Tychy
- Puchar Polski: 2001, 2006, 2007, 2008, 2009 z GKS Tychy

Indywidualne
- Złoty Kij w sezonie 2007/2008

## Wykształcenie, służba
- Został absolwentem Akademii Techniczno-Humanistycznej w Bielsku-Białej (kierunek: inżynieria środowiskowa na Wydziale Nauk o Materiałach i Środowisku).
- Grę w hokeja łączył z pracą strażnika miejskiego.